# Hans Bouman (drummer)
Hans 'Mongo' Bouman (Den Helder, 9 december 1965) is een Nederlandse drummer.
Bouman groeide op in Groningen, waar hij in verschillende bands drumde, zoals Steel against Steel en Wang Dang. Tegenwoordig woont hij in Doetinchem. Hij werd in 1999 de vaste drummer van Jovink en de Voederbietels. 
Naast drummen voor Jovink en de Voederbietels, drumt hij voor De Richards met onder anderen Richard 'Gorro' Jansen. Hij werkt nu als taxichauffeur. Samen met zijn vrouw bieden zij als vrijwilligers in het weekend vaak onderdak aan geestelijk gehandicapte kinderen.